# WOWtv

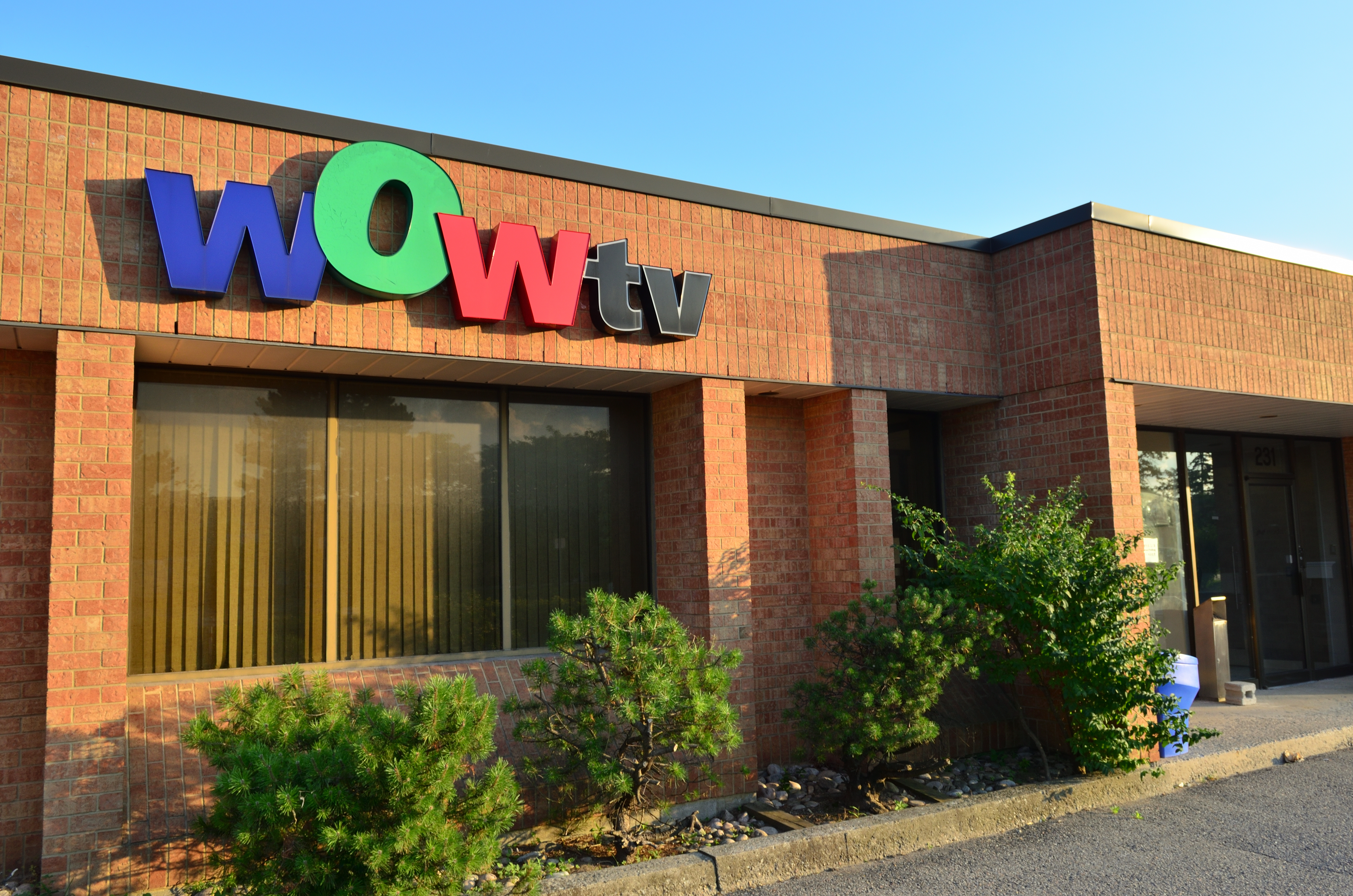
WOWtv總部

WOWtv是加拿大一條收費電視頻道，大部分時段以粵語和普通話廣播，並於清晨時段播放越南語節目。該台的母公司為加華視訊，總部設於安大略省多倫多，目標觀眾也以大多倫多地區的華人社區為主。WOWtv分為主打台和高清台兩條頻道，分別以標清和高清模式廣播，但兩者的節目編排相同。現時主打台和高清台可於南安省通過羅渣士有綫電視系統接收，而高清台則透過貝爾Fibe電視在多倫多和滿地可落地。2012年9月25日，wowTV向西岸發展，透過研科Optik電視為溫哥華、卡加利和愛民頓的觀眾作高清廣播。
主打台和高清台分別於2009年5月8日和12月2日啓播。

## 節目

### 新聞及資訊節目
| 節目名稱         | 播放時段（東/西岸時間）    |
| ---------------- | -------------------------- |
| 《國語黃昏新聞》 | 周一至周日下午6:00至6:30   |
| 《粵語黃昏新聞》 | 周一至周日下午6:30至7:00   |
| 《國語晚間新聞》 | 周一至周日晚上11:00至11:30 |
| 《粵語晚間新聞》 | 周一至周日晚上11:30至12:00 |

### 其它本地製作
- 粵語：《8盡娛樂》、《Frankie 煮法》
- 國語：《多村要聞》
- 國粵雙語：《活在五點》、《大多故事》

## 外部連結
- WOWtv官方網頁 （页面存档备份，存于）
- 加華視訊官方網頁 （页面存档备份，存于）
- 加拿大WOWTV电视台的新浪微博